# Willy Birgel
Willy Birgel (Köln, 1891. szeptember 19. – Dübendorf, 1973. december 29.) német színész.

## Életpályája
Orvosnak készült, de tanulmányait abbahagyva színiiskolát végzett. Vidéken, majd Berlinben szerepelt különböző színpadokon mint szerelmes hős. 1912–1913 között, valamint 1915-ben Kölnben szerepelt. 1913–1915 között Bonnban lépett fel. 1916-ban Koblenzben játszott. 1915–1918 között részt vett az első világháborúban Szerbia és Franciaország tisztjeként. 1919–1924 között a Theater Aachen tagja volt. 1924–1934 között a Mannheimi Nemzeti Színház tagja volt. Az 1930-as évek elején kezdett filmezni. Az 1930-as, 1940-es évek kedvelt sztárja volt. Az 1950-es években ő volt az egyik leghíresebb német színész. Az 1960-as évek elején a televízió számára kezdett dolgozni.
1973-ban hunyt el szívelégtelenségben.
Főként a hajlíthatatlan férfi típusának megtestesítője volt. Utolsó éveiben áttért az ironikus rezonőr szerepekre.

## Magánélete
1913–1940 között Carola Cajetan volt a felesége. 1940–1968 között Charlotte Michael volt a párja.

## Filmjei
- Woronzeff herceg (Fürst Woronzeff) (1934)
- Barcarole (1935)
- Szent Johanna (Das Mädchen Johanna) (1935)
- Fekete rózsák (Schwarze Rosen) (1935)
- Áruló (Verräter) (1936)
- Új partok felé (1937)
- Fanny Elssler (1937)
- Kék róka (1938)
- Hétpecsétes titok (1939)
- Egy királynő szíve (1940)
- Ellenségek (1940)
- A becsület lovasa (1941)
- A dicsőség ára (1942)
- Rejtély (1943)
- Zene Salzburgban (Musik in Salzburg) (1944)
- Isten veled Krisztina (Leb' wohl, Christina) (1945)
- Tegnap és holnap között (Zwischen gestern und morgen) (1947)
- Az örök játék (Das ewige Spiel) (1951)
- Heidi (1952)
- Csillagok Colombo felett (Sterne über Colombo) (1953)
- A maharadzsa foglya (Die Gefangene des Maharadscha) (1954)
- Wronsky lovaskapitány (Rittmeister Wronski) (1954)
- Halottak szigete (Die Toteninsel) (1955)
- Heidi és Péter (Heidi und Peter) (1955)
- Rózsák Bettinának (Rosen für Bettina) (1956)
- Egy szív hazatér (Ein Herz kehrt heim) (1956)
- A lelkész és a lány (Der Priester und das Mädchen) (1958)
- Románc Velencében (Romanze in Venedig) (1962)
- Szeplők (Sommersprossen) (1968)

## Díjai
- Bambi-díj (1960)
- Német Filmdíj (1966)

## Fordítás
- Ez a szócikk részben vagy egészben  a   Willy Birgel című német Wikipédia-szócikk fordításán alapul.  Az eredeti cikk szerkesztőit annak laptörténete sorolja fel. Ez a jelzés csupán a megfogalmazás eredetét és a szerzői jogokat jelzi, nem szolgál a cikkben szereplő információk forrásmegjelöléseként.